# مارك هوروويتز
مارك هوروويتز (بالإنجليزية: Mark Horowitz) هو مهندس أمريكي، ولد في 6 أبريل 1957 في واشنطن العاصمة في الولايات المتحدة.